# Tahunat al-Halawa
Tahunat al-Halawa (arab. طاحونة الحلاوة) – miejscowość w Syrii, w muhafazie Hama. W 2004 roku liczyła 1049 mieszkańców.